# Comando de Aeródromo A 235/XII
El Comando de Aeródromo A 235/XII (Flieger-Horst-Kommandantur A 235/XII) fue una unidad de la Luftwaffe durante la Segunda Guerra Mundial.

## Historia
Fue formado en octubre de 1942 en Nancy-Essay, a partir del Comando de Aeródromo E 28/XII. El 1 de abril de 1944 es renombrado como Comando de Aeródromo E (v) 214/XII.

## Servicios
- octubre de 1942 – abril de 1944: en Nancy-Essay (Francia).